# Акпан (Ордабасинський район)
Акпа́н (каз. Ақпан) — село у складі Ордабасинського району Туркестанської області Казахстану. Входить до складу Карааспанського сільського округу.
У радянські часи село називалось Караспанське.
Населення — 806 осіб (2021; 262 у 2009, 419 у 1999, 366 у 1989).